# Volborthita
La volborthita és un mineral de la classe dels vanadats. Va ser descoberta l'any 1837 prop de Perm, al districte federal del Volga (Rússia), sent anomenada així en honor d'Alexander von Volborth, paleontòleg rus.

## Característiques
La volborthita és un vanadat hidratat i hidroxilat de coure, amb fórmula Cu₃(V₂O₇)(OH)₂·2H₂O. Visualment és molt similar a la vesignieita i estructuralment està relacionada amb l'engelhauptita. Cristal·litza en el sistema monoclínic formant agregats de cristalls escatosos o rosetes. Almenys dues variants monoclíniques espai-grup diferents (C2/m, C2/c) semblen ser estables a temperatura ambient. La seva duresa a l'escala de Mohs és de 3,5.
Segons la classificació de Nickel-Strunz, la volborthita pertany a «08.FD: Polifosfats, Poliarseniats i [4]-Polivanadats amb OH i H₂O» juntament amb la martyita.

## Formació i jaciments
Apareix com a mineral secundari rar a la zona d'oxidació de jaciments minerals hidrotermals de minerals del vanadi. Sol trobar-se associada a altres minerals com: brochantita, malaquita, atacamita, tangeita, crisocol·la, barita o guix. A Catalunya s'ha descrit a la mina Eureka (Vall Fosca, Pallars Jussà) en el context d'impregnacions de coure i urani en conglomerats i gresos triàsics.

## Varietats
Es coneix una única varietat de volborthita, la volborthita bàrica, una varietat que conté bari trobada a la mina Monument No. 2, Nació Navajo, Arizona, Estats Units.